# Peter Schamoni
Peter Schamoni (né le 27 mars 1934 à Berlin et mort le 14 juin 2011 à Munich) est un réalisateur et producteur de cinéma allemand.

## Biographie
Peter Schamoni a réalisé 35 films entre 1957 et 2011. Il a remporté l'Ours d'argent au festival de Berlin pour son film Chasse aux renards interdite (Schonzeit für Füchse) en 1966. Deux années plus tard, il est membre du jury du Festival du film de Berlin. En 1972, son film 
Hundertwassers Regentag est nommé aux Oscars dans la catégorie des documentaires.
Il était signataire de l'Oberhausener Manifest (de), déclaration d'un groupe de 26 cinéastes lors du festival du court-métrage d'Oberhausenen 1962.

## Filmographie partielle
- 1966 : Chasse aux renards interdite (Schonzeit für Füchse)
- 1967 : Alle Jahre wieder (producteur)
- 1971 : Hundertwassers Regentag (Hundertwasser's Rainy Day) (documentaire, nommé aux Academy Awards)
- 1981 : Insomnies nommé en tant que César du meilleur court métrage documentaire
- 1983 : La Symphonie du printemps (Frühlingssinfonie)
- 1988 : Schloß Königswald (de)
- 1991 : Max Ernst: Mein Vagabundieren – Meine Unruhe (de) (documentaire)
- 1995 : Niki de Saint Phalle : Qui est le monstre - toi ou moi ? (Niki de Saint Phalle: Wer ist das Monster - du oder ich?) (documentaire)[4]
- 2008 : Botero - Geboren in Medellín (Botero, né à Medellín) [5]

## Nominations et récompenses
- 1966 : Grand prix du jury de la Berlinale pour Chasse aux renards interdite[6]
- Sélection officielle en compétition au Festival de Cannes pour  Die widerrechtliche Ausübung der Astronomie en 1967 et pour Hundertwassers Regentag en 1971
- 1973 : Nommé lors de la 45e cérémonie des Oscars pour Hundertwasser's Rainy Day (Hundertwassers Regentag)
- 1981 : nommé en tant que César du meilleur court métrage documentaire pour Insomnie
- Prix d'honneur en 2009 au Bavarian Film Awards[7].